# Torre Canavese
Pour les articles homonymes, voir Canavese.
Torre Canavese (en français La Tour-en-Canavais) est une commune italienne de la ville métropolitaine de Turin dans la région Piémont en Italie.

## Étymologie
Le nom de Tour dérive -parait-il- d'une tour bâtie par les Romains. 

## Administration
| Période                                  | Période | Identité          | Étiquette | Qualité |
| ---------------------------------------- | ------- | ----------------- | --------- | ------- |
|                                          |         | Pietro Bertinetto |           |         |
| Les données manquantes sont à compléter. |         |                   |           |         |

### Communes limitrophes
Castellamonte, Quagliuzzo, Strambinello, Baldissero Canavese, San Martino Canavese, Bairo, Agliè